# Могильщик (Marvel Comics)
Могильщик (англ. Tombstone, другой вариант перевода имени — Надгробие) — суперзлодей, появляющийся в американских комиксах издательства Marvel Comics. Могильщик представлен как несуразный мужчина-альбинос с подпиленными зубами, являющийся криминальным авторитетом в Нью-Йорке. В первую очередь известен как враг Человека-паука и Сорвиголовы и отец Дженис Линкольн. Также разделяет общее прошлое с союзником и другом Человека-паука Робби Робертсоном.
На протяжении многих лет с момента его первого появления в комиксах персонаж появлялся в других медиа продуктах, в том числе: фильм, мультсериалы и видеоигры. В анимационном фильме «Человек-паук: Через вселенные» 2018 года его озвучил Марвин «Крондон» Джонс III.

## История публикаций
Могильщик был создан сценаристом Джерри Конвеем и художником Алексом Савюком, дебютировав в комиксе Web of Spider-Man #36 (Март, 1988). Антагонист имел общую историю с одним из давних союзником Человека Паука, Джозефом «Робби» Робертсоном, а также стал регулярным персонажем комикса The Spectacular Spider-Man, который на тот момент писал Конвей. Конвей рассказал, почему он создал «Могильщика»: «Прежде всего я должен был работать с персонажами, которые не являлись ключевыми в The Amazing Spider-Man, поскольку это был основной комикс. Это означало, что я не мог акцентировать внимание на тёте Мэй или Мэри Джейн или даже Джее Джоне Джеймсоне, в отличие от второстепенных и третьестепенных персонажей. Джо Робертсон был одним из них. Также я хотел вернуть безжалостного гангстера Кувалду, но не самого Кувалду. Я просто придумал похожего персонажа. Одно повлекло за собой другое и, по мере расширения его предыстории, читатели хорошо приняли злодея».

## Биография вымышленного персонажа
Алонзо «Лонни» Линкольн родился альбиносом, из-за чего в школе был объектом насмешек. Тем не менее, один из учеников не насмехался над ним, коим являлся Джо «Робби» Робертсон, будущий корреспондент газеты Daily Bugle. Из-за этого Лонни стал странным образом верен своему «другу», однако это не остановило Линкольна от запугивания Робертсона, который планировал написать статью в школьную газету, где Лонни выставлялся как вымогатель. После окончания средней школы Лонни и Робби прекратили общение. Благодаря своему пугающему образу и боевым навыкам, полученным в многочисленных уличных боях, Лонни стал известен на улицах как Могильщик. За это время Робертсон стал репортёром в местной газете.
Спустя несколько лет после того, как каждый из них пошёл своей дорогой, Робертсон отправился на встречу с информатором, и увидел, как тот был убит Линкольном. Линкольн вновь пригрозил Робби, и тот, как и прежде, был вынужден хранить молчание. Спустя 20 лет, обнаружив, что Могильщик продолжил совершать преступления в Нью-Йорке, Робертсон дал показания против него, в результате чего Линкольн попал в тюрьму, но не раньше, чем серьёзно повредил позвоночник Робертсона. Тем не менее, Робертсона также отправили в тюрьму за сокрытие улик, и даже поместили в ту же камеру, что и Лонни. Позже Могильщик сбежал из тюрьмы и забрал с собой Робертсона. В их следующей встрече Могильщик организовал засаду на Робертсона на Химическом заводе Озборна, однако замысел Линкольна раскрыл Человек-паук. Во время инцидента Робертсон выстрелил в Могильщика, после чего тот подвергся воздействию химикатов Диоксин-3, которые дали Лонни сверхчеловеческие способности.
Могильщик работал на Кингпина и Кувалду, а также был членом Зловещей Дюжины. Является отцом Дженис Линкольн, ставшей Жуком. Дженис встречалась с Рэнди Робертсоном, сыном его заклятого врага Робби Робертсона.

## Силы и способности
Первоначально Могильщик не обладал сверхчеловеческими способностями, будучи лишь непропорционально высоким с почти пиковой человеческой силой человеком. Впоследствии Линкольн получил способности искусственным путём в результате мутагенной реакции на экспериментальный газ, всосавшийся в его кровь. Его физическая сила увеличилась до сверхчеловеческого уровня. Тело Могильщика обладает высокой устойчивостью к травмам и способно выдерживать экстремальные температуры, большие ударные нагрузки, крупнокалиберные пули и токсичные газы. Его рефлексы, скорость и выносливость также повышенны до сверхчеловеческих.
Помимо этого Лонни является прекрасным рукопашным бойцом с многолетним опытом уличных боев, и даже до обретения сверхспособностей был способен легко убить простого человека голыми руками. Объединив своё мастерство уличных боёв с приобретенными сверхчеловеческими силами, он создал уникальный стиль ведения боя. Также он профессионально обращается с оружием и имеет хорошие связи в преступном мире.
Как альбинос, он чувствителен к солнечному свету за счет естественного дефицита меланина. Как правило Могильщик говорит только шёпотом. Тем не менее, подвергнувшись воздействию газа в «Озкорп», Линкольн научился говорить тоном, приближённым к нормальному вокальному тону.
Могильщик наточил все свои зубы, отчего они стали острыми, как бритва, однако, злодей, как правило, использует их лишь как средство запугивания и редко задействует как средство для нанесения физического урона.

## Вне комиксов

### Телевидение
- Лонни Линкольн / Могильщик, появляется в мультсериале «Человек-паук» 1994 года, где его озвучил Дориан Хэрвуд[18]. В прошлом он был сильно изуродован во время неудачной попытки подставить Робби Робертсона на химическом заводе, однако, в результате этого случая, Могильщик приобрёл сверхспособности, а также стал похож на альбиноса. С того момента он винил в своей трансформации исключительно Робертсона. Попытки Линкольна отомстить своему бывшему другу детства привели к регулярным конфликтам с Человеком-пауком, в то время как Могильщик находился на службе у различных криминальных авторитетов, таких как Сильвермейн и Ричард Фиск.
- Кит Дэвид озвучил Могильщика в пилотном эпизоде мультсериала «Новые приключения Человека-паука» 2008 года, после чего Кевин Майкл Ричардсон сменил его в последующих эпизодах[19]. Здесь Линкольн представлен как расчётливый и интеллигентный криминальный авторитет, известный как «Большой босс», который обладает общественным имиджем доброжелательного богатого филантропа. Действуя руками Молотоглава в качестве своего помощника, он нанимает Громил и вербует Нормана Озборна, чтобы тот создал суперзлодеев для отвлечения внимания Человека-паука от его преступлений. Позже между Могильщиком, Доктором Осьминогом и Сильвермейном возникает война банд за контроль над преступным миром Нью-Йорка, кульминацией которой является противостояние трёх криминальных авторитетов друг с другом и Человеком-пауком. После этого Могильщик терпит поражение и его преступления становятся достоянием общественности, а его роль Большого босса занимает Зелёный гоблин. Могильщик стал заменой Кингпина, поскольку создатели мультсериала посчитали, что последний стал более известен как враг Сорвиголовы, нежели Человека-паука[20].
- Подростковая версия Лонни Линкольна появилась в мультсериале «Ваш дружелюбный сосед Человек-паук» 2025 года, являющимся частью медиафраншизы «Кинематографическая вселенная Marvel» (КВМ)[уточнить][21].

### Кино
Могильщик, озвученный Марвином «Крондоном» Джонсом III, появляется в анимационном фильме «Человек-паук: Через вселенные» 2018 года. Здесь он является личным телохранителем Кингпина. Могильщик помогает своему боссу и другим суперзлодеям помешать нескольким перемещенным из альтернативной реальности Людям-паукам расстроить планы Кингпина, но терпит поражение от руки Нуарного Человека-паука, после чего его захватывает полиция.

### Видеоигры
- Могильщик является одним из боссов игры Marvel Heroes, где его озвучил Нолан Норт[18].
- В игре Spider-Man 2018 года Могильщик, озвученный Кори Джонсом[18], является боссом одного из побочных заданий[23][24]. Линкольн представлен как лидер байкерской банды со связями с крупными преступными группировками по всему Нью-Йорку, который получил свои силы после того, как в юности подвергся воздействию экспериментальных химикатов Alchemax в Гарлеме. Человек-паук, который на протяжении 8 лет был супергероем, хорошо знаком с Могильщиком и его бандой, поскольку в прошлом неоднократно противостоял им. Эти конфликты заставили Могильщика рассматривать супергероя как «вызов», который необходимо преодолеть. После незначительного появления в основной истории, когда Мэри Джейн Уотсон обнаруживает, что люди Могильщика строят бронированный автомобиль для Мартина Ли, в побочной миссии Человек-паук срывает попытку Могильщика продать новый наркотик под названием «Могильная пыль», который временно даёт пользователям силы суперзлодея. Человек-паук разрабатывает противоядие, с помощью которого побеждает Линкольна в его убежище.
- Могильщик появится в игре Spider-Man 2 (2023)[25].